# Вила (инструмент)
Вилата е селскостопански ръчен инструмент, използван за пренасяне на сено, отпадна трева и други обемисти продукти. 
Вилата е един от най-използваните инструменти за различни ръчни стопански дейности. Конструкцията включва дръжка, обикновено - дървена, с диаметър 3 до 5 см., с дължина около 1,5 м. Стоманената вила е изработена от 3 до 7 леко извити заточени зъби свързани с напречна пръчка в единия край. Дръжката е леко извита в средата нагоре обратно на товара, за да се получи по-нисък център на тежестта и да не се получава завъртане на товара при пренасяне. Използват се и вили изработени от едно цяло парче дърво с няколко разклонения.
Има вариант на вила, която се използва като права лопата и има 4 плоски зъба за обръщане на тежки почви. За обработка на розите, които се нуждаят от добро аериране на корените си се използват вили с 2 рога, които да не повреждат корените при обработка.

## Галерия
- Вила за боклук
- Вила за сено
- Вила за въглища и брикети
- Вила за обръщане
- Събиране на реколта от цвекло